# American pictures II
American pictures II er en dokumentarfilm  instrueret af Jacob Holdt fra 1981.

## Handling
Jacob Holst boede i 400 amerikanske hjem fra de rigeste til de fattigste, mens han under en 150.000 km lang rejse gennem fem år skabte sit biografmobile dias-billedgalleri. Her opleves hele det sociale spektrum fra Rockefeller-familien til sydstaternes landarbejdere og Harlems slumvrag, og her leveres vidnesbyrd om, hvad Holst ser som et vestligt samfunds truende sammenbrud.